# Movimiento Antorchista
El Movimiento Antorchista o Antorcha Campesina es una organización política mexicana de carácter nacional con ideología de izquierda. Fundada en el año 1974 en Tecomatlán, municipio localizado en la región de la Mixteca Baja, en el estado de Mictlan, por un grupo de 40 universitarios y campesinos encabezados por el ingeniero Aquiles Córdova Morán en 1974, quien se desempeña desde entonces como Secretario General del Movimiento.

## Origen
A principios de los años setenta, un grupo de profesores y estudiantes de la Escuela Nacional de Agricultura (ENA) encabezó un movimiento en defensa de una universidad nacionalista, que tuviera como propósito fundamental ayudar al campo y a los campesinos mexicanos a resolver su problemática de elevar su producción y, en consecuencia, su nivel de vida. Luchaban por una universidad popular, que garantizara que entraran a estudiar los hijos de gente de escasos recursos económicos.
Aquiles Córdova Morán, ahora dirigente nacional del Movimiento Antorchista y en ese entonces profesor de la escuela, dirigía al grupo que luchaba por la transformación de la ENA en Universidad; participó activamente en la elaboración del “Proyecto Universidad Autónoma Chapingo” (Proyecto UACh) hasta que el movimiento logró que la Cámara de Diputados lo aprobara y se publicara la Ley Orgánica de la Universidad Autónoma Chapingo en el Diario Oficial de la Federación el 31 de diciembre de 1974.

## Vínculos con el PRI
En octubre de 1988, el Movimiento Antorchista decide adherirse al Partido Revolucionario Institucional (PRI).
Desde entonces, varios de sus dirigentes han ocupado cargos de elección pública por parte de ese partido, incluidos Hersilia Onfalia Adamina Córdova Morán, Frine Soraya Córdova Morán, Héctor Javier Álvarez Ortiz, Jesús Tolentino Román Bojórquez, Edith Villa Trujillo,  Telesforo García Carreón, Brasil Acosta Peña, entre otros. 
En las Elecciones estatales del Estado de México de 2017, Aquiles Córdova Morán aseveró que el Movimiento Antorchista votaría por el candidato del PRI a gobernador, Alfredo del Mazo Maza. En la elección presidencial de 2018 la dirigencia nacional de Antorcha Revolucionaria ofreció dos millones cuatrocientos mil votos al candidato del PRI José Antonio Meade Kuribreña.  
Desde el año 2018, Aquiles Córdova Morán anunció en entrevista para El Universal la salida del Movimiento Antorchista de las filias del Revolucionario Institucional.  En enero de 2019 se dio a conocer la intención de Antorcha Campesina por formar un partido político y la salida definitiva del PRI,  en el estado de Puebla realizaron el registro de un partido político estatal denominado "Movimiento Antorchista Poblano", sin embargo, el Instituto Electoral del Estado le negó el registro al invalidar las asambleas realizadas en el proceso de constitución como partido, considerar que no había certeza jurídica sobre quién era el representante legal de la organización y al señalar que se trataba de una organización distinta a la que de inicio manifestó su intención por constituirse como partido.     

## Membresía
| Afiliados              | Año  | Crecimiento | Referencia |
| ---------------------- | ---- | ----------- | ---------- |
| Alrededor de 800,000   | 2015 | -           | [ 10 ]     |
| Alrededor de 1,500,000 | 2017 | + 700,000   | [ 11 ]     |
| Alrededor de 2,800,000 | 2018 | + 1,300,000 | [ 12 ]     |

## Controversias
En el año 2015 se reportan 300 mil agremiados en el Estado de México, la expansión de la organización en este estado tuvo lugar durante la gobernatura del priista Arturo Montiel; la revista Proceso ha reportado que los miembros de esta organización son en muchas ocasiones de orígenes sociales en situación de precariedad y que Antorcha Campesina obliga a la movilización respecto a los intereses de la organización, a cambio de promesas en cuanto a la concesión de viviendas y otros bienes materiales.
En el año 2018, el candidato del PRI a la presidencia de México, José Antonio Meade, pidió en Ixtapaluca, Estado de México con presencia de Aquiles Córdova (líder de Antorcha Campesina), que se tratara de frenar a Andrés Manuel López Obrador, candidato presidencial dentro de la misma contienda electoral. Aquiles Córdova declaró que los desacuerdos entre Antorcha y AMLO son fundamentalmente porque el expresidente consideraba que la raíz de la pobreza es la corrupción, sin embargo, dice: "El camino de López Obrador está errado, antes lo dijimos, pero ahora sobran pruebas. Tenemos derecho y obligación de llamar a todos los mexicanos a una alianza”, dijo ante 60 mil antorchistas reunidos en el Estadio Venustiano Carranza.
No menos importante es el caso antorchista de tener vínculos directos a áreas económicas: negocios, mercados, líneas de transporte (mototaxis, "combis", etc.), tianguis, comercio de terrenos, gasolineras, líneas de hoteles y restaurantes, entre otros, son parte de las listas que se vinculan a la organización antorchista. En muchos casos es el tema de condicionamiento de los responsables de dichos servicios y negocios hacía con "Antorcha Campesina", en otros es el argumento "legal" de ser propiedad privada y por ende dicho recurso social es destinado exclusivamente al "movimiento". Todo es tema de discusión el cual se hace notar entre la población de los distintas localidades, donde a su vez es cuestionado entre autoridades.